# Djadaron d'Alanie
Djadaron d'Alanie est un roi Bagration d'Alanie du XIIe siècle.
Fils d'Athom d'Alanie, Djadaron appartient à la branche alane des Bagrations, dynastie aux origines discutées prétendant descendre des rois bibliques David et Salomom. Il succède à son père sur le trône d'Alan-Ossétie selon les princes et généalogistes géorgiens Vakhouchti Bagration et Cyrille Toumanoff. Il aurait épousé une princesse géorgienne et en aurait eu un fils, qui lui succède sur le trône d'Alanie :
- David Soslan, co-roi de Géorgie avec la reine Tamar de Géorgie, son épouse.